# Грибоедово (Тульская область)
Грибоедово — посёлок в Куркинском районе Тульской области России.
В рамках административно-территориального устройства является центром Грибоедовской волости Куркинского района, в рамках организации местного самоуправления включается в Михайловское сельское поселение.

## География
Расположен на реке Дон, в 20 км к северо-востоку от райцентра, посёлка городского типа  Куркино, и в 107 км к юго-востоку от областного центра, г. Тулы. 

## Население
| 2002 | 2010 |
| ---- | ---- |
| 410  | ↘343 |

## Памятники

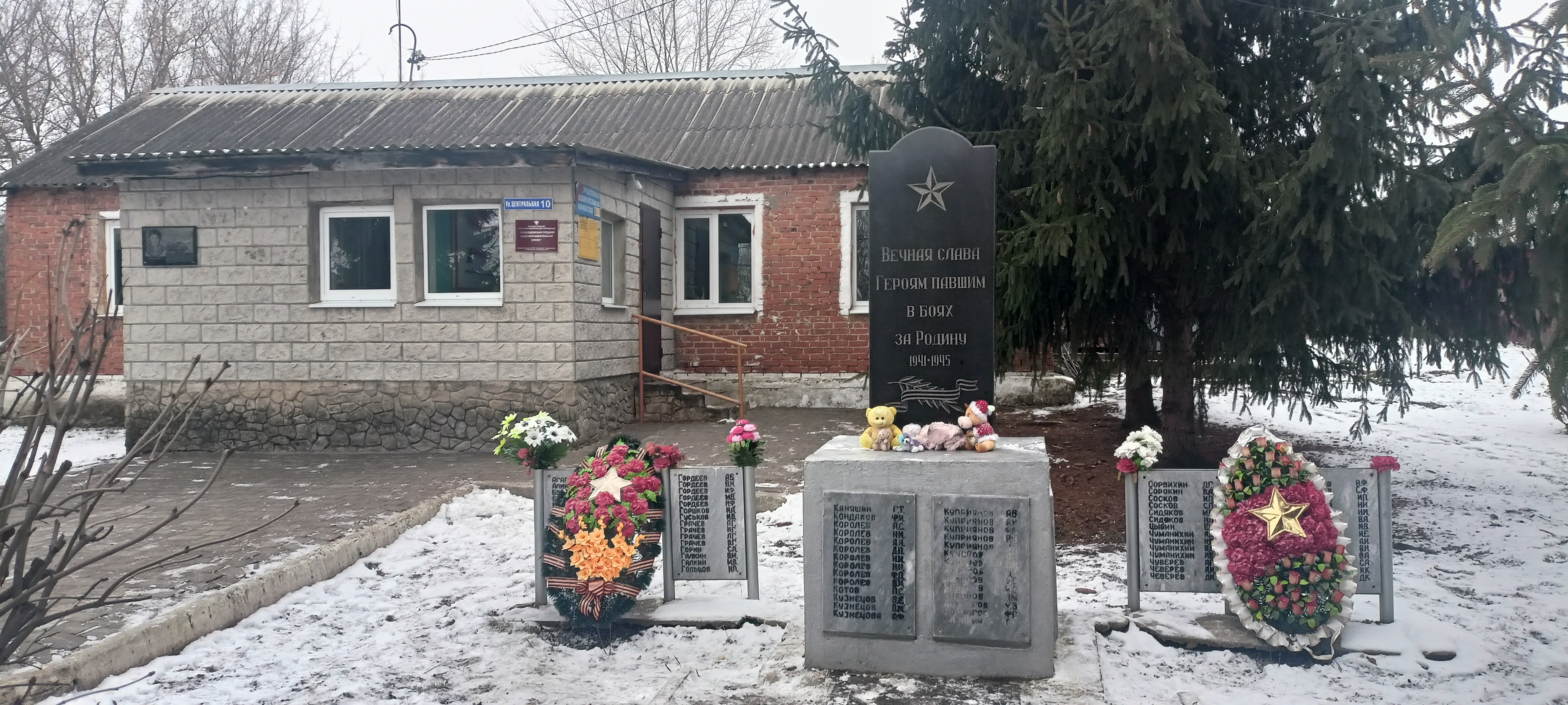
Школа в Грибоедово

- Мемориал в честь павших в годы ВОВ на территории средней школы.